# X–15

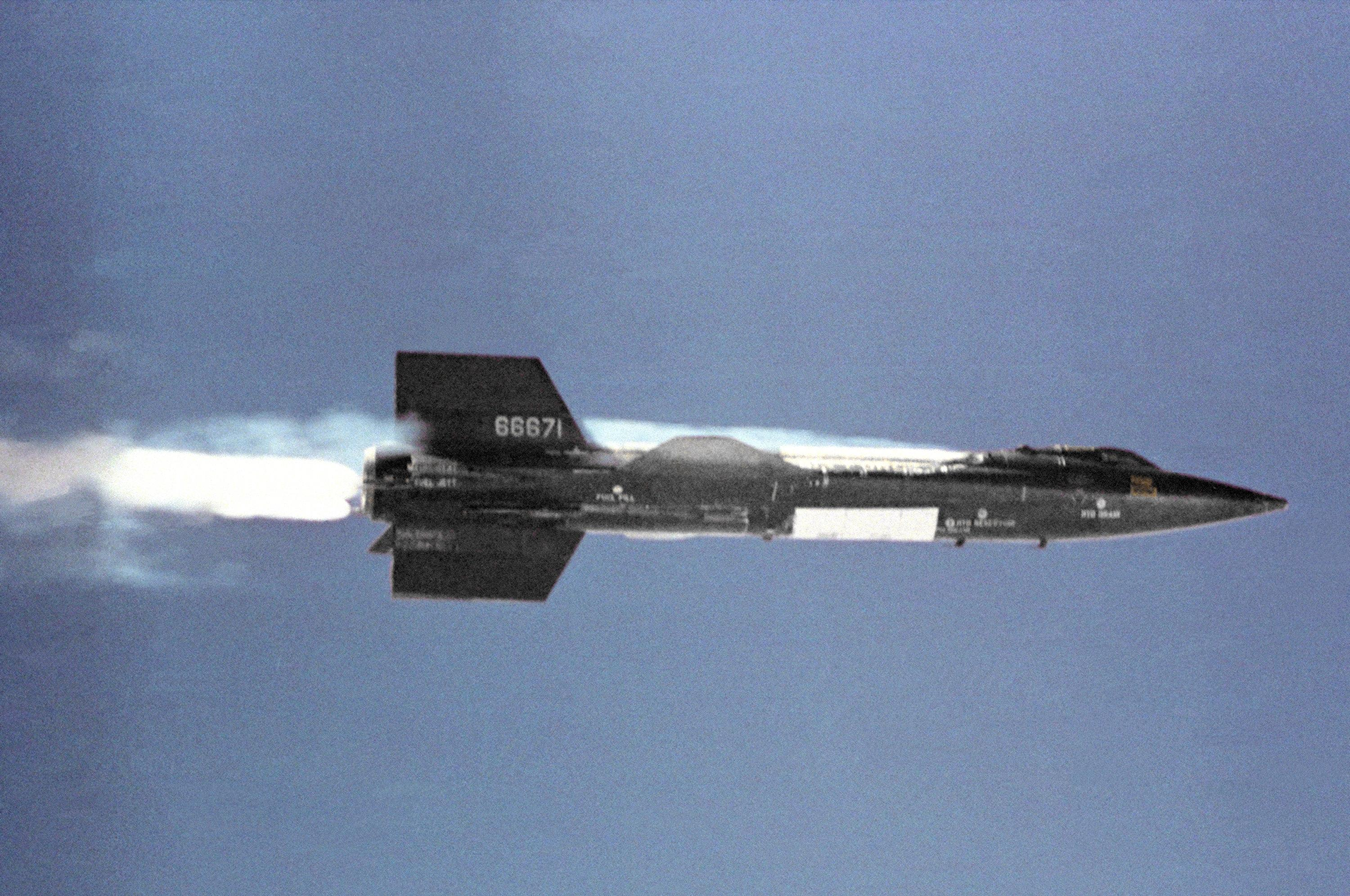
Az X–15 repülés közben

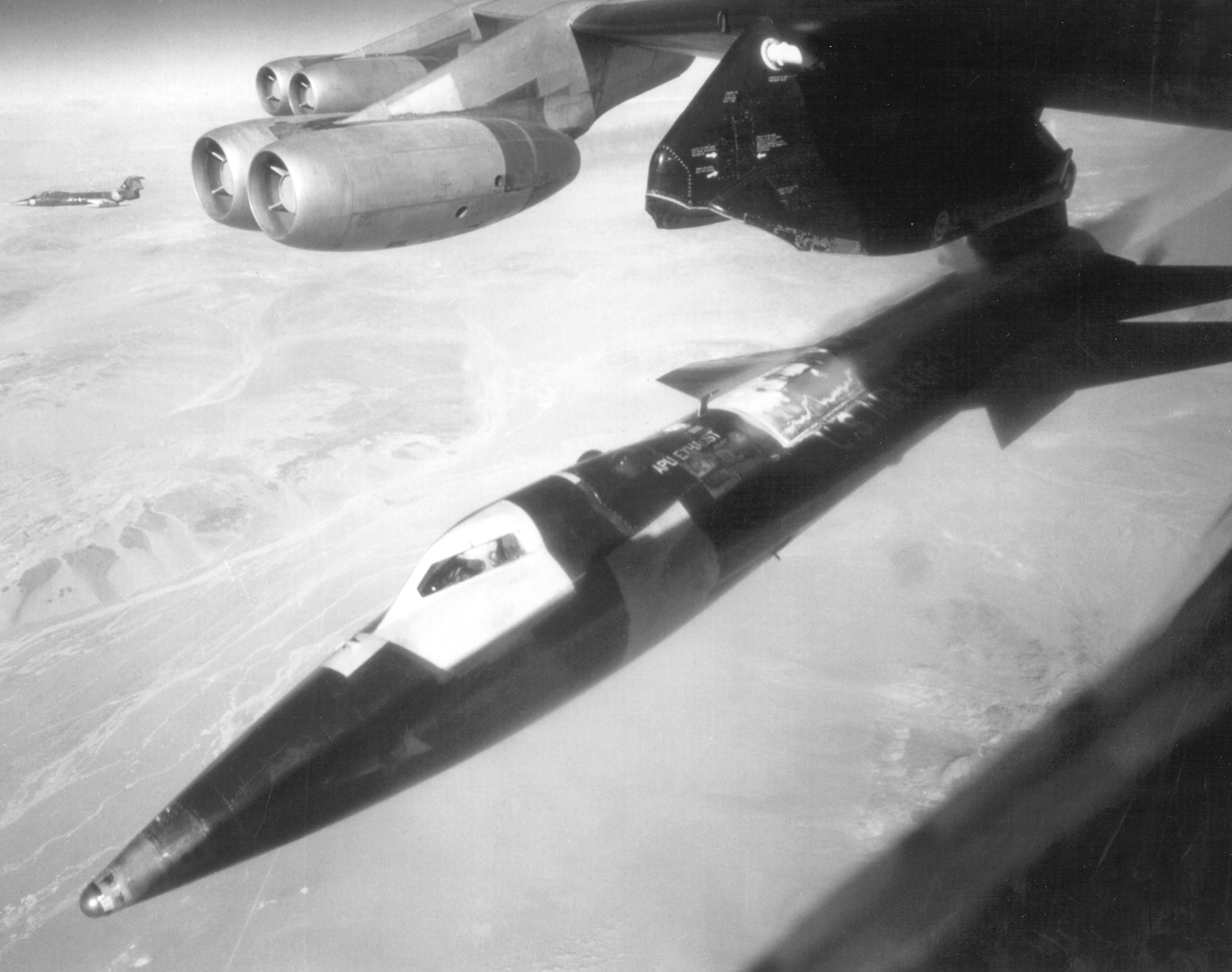
Az X–15 a B–52 hordozórepülőgépről történt leoldás utáni pillanatban

A North American X–15 rakétahajtású kísérleti repülőgép, melyet az 1950-es évek második felében fejlesztettek ki az Egyesült Államokban. Valószínűleg a legfontosabb az X-sorozat kísérleti repülőgépei között. Két repülésének legnagyobb magassága meghaladta a 100 kilométert, ezeket a FAI űrrepülésnek ismerte el. Az X–15 programja során 13 repülést az amerikaiak által elfogadott feltételek szerint űrrepülésnek tekinthetünk, ugyanis repülési magasságuk meghaladta a 80 kilométert, és a pilótákat ennek megfelelően űrhajósoknak tekintette az Amerikai Légierő. Az X–15 által szolgáltatott adatok segítettek a repülőgépek és az űrhajók tervezésében.

## Történet
Az X–15 építéséről szóló szerződést a North American Aviation cég nyerte meg 1955-ben. A repülőgépet B-52-essel tervezték indítani. Korábban XLR–11, majd később XLR–99 rakétahajtóműveket használt. Az XLR–99 254 kN tolóerejű volt a földfelszínen. Az X–15 első repülését 1959. január 8-án hajtotta végre Scott Crossfield. A programban három X–15 összesen 199 repülést végzett. A pilóták között ott volt Neil Armstrong, aki a későbbiek során először jutott el a Holdra.
1967. november 15-én egy X–15 repülés közben szétesett, és Michael J. Adams pilóta meghalt. A gép Kaliforniában, Randsburghoz közel zuhant le. Itt 2004-ben emlékművet állítottak.
Az X–15 magassági rekordját – az űrrepülőgépen kívül – csak 2004-ben tudták megdönteni a SpaceShipOne űrhajóval. A két X–15-öst a program befejezése után múzeumban helyezték el.

## Adatok

### Általános
- Személyzet: 1 fő
- Hosszúság: 15,45 méter
- Fesztávolság: 6,8 méter
- Magasság: 4,12 méter
- A szárnyak felülete: 18,58 m²
- Üres tömeg: 6620 kg
- Maximális tömeg: 15 420 kg

Az X–15 háromnézeti rajza

- Hajtómű és tolóereje: Thiokol XLR99–RM–2 folyékony hajtóanyagú rakétahajtómű, 254 kN (tengerszinten) és 313 kN (30 km magasságban)
- Üzemanyagok: cseppfolyós oxigén és ammónia

### Repülési tulajdonságok
- Legnagyobb sebesség: 7273 km/óra (2020 m/s, 6,7 Mach)
- Hatótávolság: 450 km
- Legnagyobb repülési magasság: 108 km
- Emelkedés: 18 300 m/min vagy 305 m/s
- Szárnyterhelés: 830 kg/m²
- Tolóerő/tömeg arány: 2,07

## Repülési rekordok

### Magasság
| Sorszám    | Dátum                | Csúcssebesség | Magasság | Pilóta            |
| ---------- | -------------------- | ------------- | -------- | ----------------- |
| Flight 62  | 1962. július 17.     | 6165,4 km/h   | 95,9 km  | Robert M. White   |
| Flight 77  | 1963. január 17.     | 5917,6 km/h   | 82,7 km  | Joe Walker        |
| Flight 87  | 1963. június 27.     | 5512,0 km/h   | 86,7 km  | Robert Rushworth  |
| Flight 90  | 1963. július 19.     | 5970,7 km/h   | 105,9 km | Joe Walker        |
| Flight 91  | 1963. augusztus 22.  | 6105,9 km/h   | 107,9 km | Joe Walker        |
| Flight 138 | 1965. június 29.     | 5521,7 km/h   | 85,5 km  | Joseph H. Engle   |
| Flight 143 | 1965. augusztus 10.  | 5711,6 km/h   | 82,6 km  | Joseph H. Engle   |
| Flight 150 | 1965. szeptember 28. | 6004,4 km/h   | 90,0 km  | John B. McKay     |
| Flight 153 | 1965. október 14.    | 5719,6 km/h   | 81,1 km  | Joseph H. Engle   |
| Flight 174 | 1966. november 1.    | 6035,0 km/h   | 93,5 km  | Bill Dana         |
| Flight 190 | 1967. október 17.    | 6205,6 km/h   | 85,5 km  | Pete Knight       |
| Flight 191 | 1967. november 15.   | 5743,7 km/h   | 81,0 km  | Michael J. Adams† |
| Flight 197 | 1968. augusztus 21.  | 5541,0 km/h   | 81,4 km  | Bill Dana         |

† a pilóta halálával végződött

### Sebesség
| Sorszám    | Dátum              | Csúcssebesség | Magasság | Pilóta           |
| ---------- | ------------------ | ------------- | -------- | ---------------- |
| Flight 45  | 1961. november 9.  | 6585,4 km/h   | 30,9 km  | Robert M. White  |
| Flight 59  | 1962. június 27.   | 6604,7 km/h   | 37,7 km  | Joe Walker       |
| Flight 64  | 1962. július 26.   | 6419,7 km/h   | 30,1 km  | Neil Armstrong   |
| Flight 86  | 1963. június 25.   | 6292,5 km/h   | 34,9 km  | Joe Walker       |
| Flight 89  | 1963. július 18.   | 6316,7 km/h   | 31,9 km  | Robert Rushworth |
| Flight 97  | 1963. december 5.  | 6464,7 km/h   | 30,7 km  | Robert Rushworth |
| Flight 105 | 1964. április 29.  | 6284,5 km/h   | 30,9 km  | Robert Rushworth |
| Flight 137 | 1965. június 22.   | 6337,6 km/h   | 47,5 km  | John B. McKay    |
| Flight 175 | 1966. november 18. | 6839,7 km/h   | 30,1 km  | Pete Knight      |
| Flight 188 | 1967. október 3.   | 7272,6 km/h   | 58,4 km  | Pete Knight      |

## X–15 pilóták
| A programban részt vett pilóták és összesített eredményeik | A programban részt vett pilóták és összesített eredményeik | A programban részt vett pilóták és összesített eredményeik | A programban részt vett pilóták és összesített eredményeik | A programban részt vett pilóták és összesített eredményeik | A programban részt vett pilóták és összesített eredményeik | A programban részt vett pilóták és összesített eredményeik | A programban részt vett pilóták és összesített eredményeik |
| Pilóta                                                     | Szervezet                                                  | Repülések száma                                            | Űrrepülés USAF szerint                                     | Űrrepülés FAI szerint                                      | Max. Mach szám                                             | Max. sebesség (km/h)                                       | Max. magasság (km)                                         |
| ---------------------------------------------------------- | ---------------------------------------------------------- | ---------------------------------------------------------- | ---------------------------------------------------------- | ---------------------------------------------------------- | ---------------------------------------------------------- | ---------------------------------------------------------- | ---------------------------------------------------------- |
| Michael J. Adams†                                          | U.S. Air Force                                             | 7                                                          | 1                                                          | 0                                                          | 5,59                                                       | 6151                                                       | 91,0                                                       |
| Neil Armstrong                                             | NASA                                                       | 7                                                          | 0                                                          | 0                                                          | 5,74                                                       | 6420                                                       | 63,1                                                       |
| Scott Crossfield                                           | North American Aviation                                    | 14                                                         | 0                                                          | 0                                                          | 2,97                                                       | 3153                                                       | 24,6                                                       |
| Bill Dana                                                  | NASA                                                       | 16                                                         | 0                                                          | 0                                                          | 5,53                                                       | 6272                                                       | 93,5                                                       |
| Joseph H. Engle                                            | U.S. Air Force                                             | 16                                                         | 3                                                          | 0                                                          | 5,71                                                       | 6256                                                       | 85,5                                                       |
| Pete Knight                                                | U.S. Air Force                                             | 16                                                         | 1                                                          | 0                                                          | 6,70                                                       | 7273                                                       | 85,5                                                       |
| John B. McKay                                              | NASA                                                       | 29                                                         | 0                                                          | 0                                                          | 5,65                                                       | 6217                                                       | 90,0                                                       |
| Forrest S. Petersen                                        | U.S. Navy                                                  | 5                                                          | 0                                                          | 0                                                          | 5,3                                                        | 5794                                                       | 30,9                                                       |
| Robert A. Rushworth                                        | U.S. Air Force                                             | 34                                                         | 1                                                          | 0                                                          | 6,06                                                       | 6465                                                       | 86,7                                                       |
| Milt Thompson                                              | NASA                                                       | 14                                                         | 0                                                          | 0                                                          | 5,48                                                       | 5992                                                       | 65,2                                                       |
| Joe Walker                                                 | U.S. Air Force                                             | 25                                                         | 3                                                          | 2                                                          | 5,92                                                       | 6605                                                       | 107,9                                                      |
| Robert M. White                                            | U.S. Air Force                                             | 16                                                         | 1                                                          | 0                                                          | 6,04                                                       | 6585                                                       | 95,9                                                       |

## Külső hivatkozások

### Magyar oldalak
- Az űrrepülőgépek hattyúdala – SG.hu, 2011. április 18.

### Külföldi oldalak
- x15.com – Összefoglaló oldal
  - Az X-15 története
  - Kutatási eredmények Archiválva 2022. április 13-i dátummal a Wayback Machine-ben
  - A hiperszonikus forradalom Archiválva 2022. május 11-i dátummal a Wayback Machine-ben
  - Ünnepség első repülésének 30. évfordulója alkalmából Archiválva 2022. március 14-i dátummal a Wayback Machine-ben
- Encyclopedia Astronautica: X-15
- Major Michael Adams Monument